# Neohirasea
Neohirasea is een geslacht van wandelende takken uit de familie Lonchodidae. De wetenschappelijke naam van dit geslacht is voor het eerst voorgesteld door James Abram Garfield Rehn in een publicatie uit 1904.

## Soorten
Het geslacht Neohirasea omvat de volgende soorten:
- Neohirasea asper (Redtenbacher, 1908)
- Neohirasea biserrata Ho, 2018
- Neohirasea bispinaHo, 2018
- Neohirasea catbaensis Ho, 2018
- Neohirasea cochinchinensis (Redtenbacher, 1908)
- Neohirasea coomani Ho, 2018
- Neohirasea gaudichaudi (Redtenbacher, 1908)
- Neohirasea guangdongensis Chen & He, 2008
- Neohirasea hilli Ho, 2018
- Neohirasea hongkongensis Brock & Seow-Choen, 2000
- Neohirasea hujiayaoi Ho, 2017
- Neohirasea japonica (Haan, 1842)
- Neohirasea maerens (Brunner von Wattenwyl, 1907)
- Neohirasea nana (Carl, 1913)
- Neohirasea nanlingensis Ho, 2017
- Neohirasea obesus (Brunner von Wattenwyl, 1907)
- Neohirasea stephanus (Redtenbacher, 1908)
- Neohirasea unispina Ho, 2017
- Neohirasea unnoi Brock, 1999